# Geisa Rodrigues Vieira
Geisa Rodrigues Vieira (São Paulo, 27 de agosto de 1992) é uma jogadora brasileira de basquete em cadeiras de rodas classe funcional 4.0. Na classificação funcional, os atletas são avaliados conforme o comprometimento físico-motor em uma escala de 1 a 4,5. Quanto maior a deficiência, menor a classe.
A atleta paralímpica nasceu com má formação em uma das pernas. Conheceu o basquete em cadeira de rodas quando era pequena, na ADD (Associação Desportiva para Deficientes), em São Paulo.
Então atleta da ADD/Magic Hands representou o Brasil nos Jogos Paralímpicos de Londres de 2012.
Então atleta da equipe Gaadin (Grupo de Ajuda dos Amigos Deficientes de Indaiatuba)/Secretaria Municipal de Esportes de Indaiatuba, estando nessa equipe, representou o Brasil nos Jogos Paralímpicos do Rio 2016.
Atualmente defende o APP (Associação Paraolímpica Patense) Valkirias/MG.

## Títulos
Medalha de Bronze na Copa América de 2022.
Campeã Brasileira Feminina de basquete em cadeira de rodas pelo APP Valkirias/MG em 2023.